# Johannes Martin Bijvoet

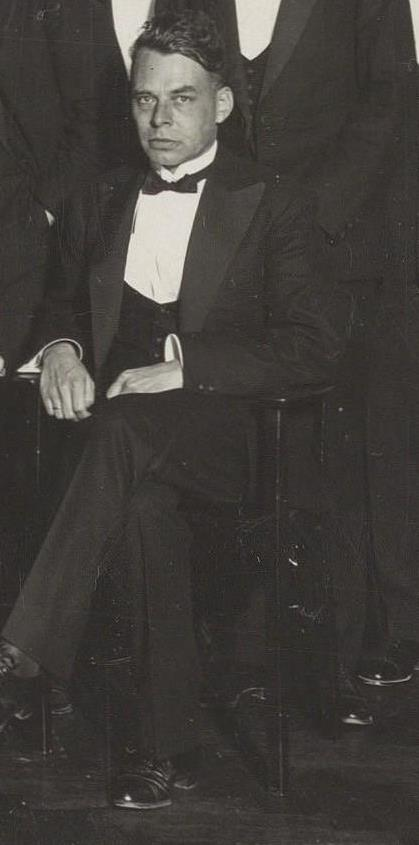
J.M. Bijvoet (1931)

Johannes Martin Bijvoet (* 23. Januar 1892 in Amsterdam; † 4. März 1980 in Winterswijk) war ein holländischer Chemiker und Kristallograph im Fachbereich „Allgemeine Chemie“ an der Universität Utrecht. Er wurde bekannt durch die Entwicklung einer Methode zur Bestimmung der absoluten Konfiguration von Molekülen.

## Leben und Werk
Bijvoet wurde 1923 bei Andreas Smits an der Universität von Amsterdam mit dem Thema X-Ray investigation of the crystal structure of lithium and lithium Hydride promoviert
Das Konzept der tetraedrischen Bindung in organischen Molekülen geht zurück auf die Arbeiten von Jacobus Henricus van ’t Hoff und Joseph Achille Le Bel im Jahr 1874. Zu dieser Zeit war es unmöglich, die absolute Konfiguration eines Moleküls zu bestimmen. Die Konfiguration wurde festgelegt mit Hilfe der von Emil Fischer entwickelten Projektions-Methode des Vergleichs mit Glycerinaldehyd, dessen absolute Konfiguration von Fischer willkürlich festgelegt wurde. Dem rechtsdrehenden Enantiomer wurde willkürlich die Projektion mit dem nach rechts zeigenden OH-Rest zugeteilt und diese als D-Konfiguration, vom lateinisch dexter: „rechts“, bezeichnet. Wurden Zucker zum rechtsdrehenden Glycerinaldehyd abgebaut, wurde ihnen auch die D-Konfiguration zugewiesen.
Im Jahr 1949 entwarf Bijvoet sein Prinzip, das auf der anomalen Dispersion von Röntgenstrahlen beruht. 1951 gelang so der Nachweis der absoluten Konfiguration von Natriumrubidiumtartrat.
Seit 1946 war er Mitglied der Königlich Niederländischen Akademie der Wissenschaften-